# Lanouée
Lanouée är en kommun i departementet Morbihan i regionen Bretagne i nordvästra Frankrike. Kommunen ligger i kantonen Josselin som tillhör arrondissementet Pontivy. År 2018 hade Lanouée 1 754 invånare.

## Befolkningsutveckling
Antalet invånare i kommunen Lanouée
| Referens: INSEE |